# Griva daurada de les Amami
La griva daurada de les Amami (Zoothera major) és un ocell de la família dels túrdids (Turdidae).

## Hàbitat i distribució
Habita el terra del bosc i el sotabosc de l'illa d'Amami i de Kakeroma, a les Ryukyu.